# Lliga del Caire de futbol
La Lliga del Caire de futbol fou una competició futbolística d'Egipte disputada pels clubs de futbol de la capital, predecessora de la lliga egípcia de futbol.

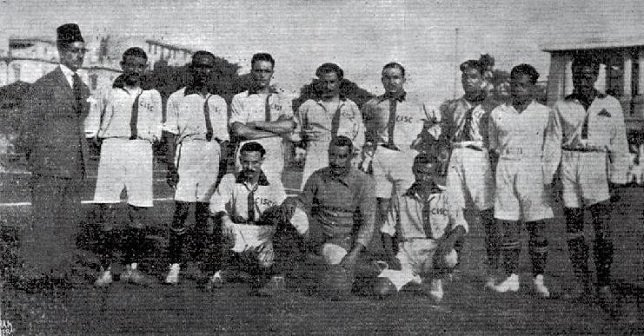
Zamalek campió de la primera edició 1922-23.

La primera edició es disputà la temporada 1922–23 i fou guanyada per Zamalek.

## Historial
Font:
- 1922-23:  El-Mokhtalat (1)
- 1923-24:  Sekka (1)
- 1924-25:  Al Ahly (1)
- 1925-26:  Sekka (2)
- 1926-27:  Al Ahly (2)
- 1927-28:  Al Ahly (3)
- 1928-29:  El-Mokhtalat (2)
- 1929-30:  El-Mokhtalat (3)
- 1930-31:  Al Ahly (4)
- 1931-32:  El-Mokhtalat (4)
- 1932-33:  Tersana (1)
- 1933-34:  El-Mokhtalat (5)
- 1934-35:  Al Ahly (5)
- 1935-36:  Al Ahly (6)
- 1936-37:  Al Ahly (7)
- 1937-38:  Al Ahly (8)
- 1938-39:  Al Ahly (9)
- 1939-40:  El-Mokhtalat (6)
- 1940-41:  El-Mokhtalat (7)
- 1941-42:  Al Ahly (10)
- 1942-43:  Al Ahly (11)
- 1943-44:  King Farouk (8)
- 1944-45:  King Farouk (9)
- 1945-46:  Al Ahly (12)
- 1946-47:  King Farouk (10)
- 1947-48:  Al Ahly (13)
- 1948-49:  King Farouk (11)
- 1949-50:  Al Ahly (14)
- 1950-51:  King Farouk (12)
- 1951-52:  King Farouk (13)
- 1952-53:  Zamalek (14)
- 1953-1957: no es disputà
- 1957-58:  Al Ahly (15)

## Palmarès
| Equip                | Títols | Anys |
| -------------------- | ------ | --- |
| Al Ahly SC           | 15     | 1924-25, 1926-27, 1927-28, 1930-31, 1934-35, 1935-36, 1936-37, 1937-38, 1938-39, 1941-42, 1942-43, 1945-46, 1947-48, 1949-50, 1957-58 |
| Zamalek SC           | 14     | 1922-23, 1928-29, 1929-30, 1931-32, 1933-34, 1939-40, 1940-41, 1943-44, 1944-45, 1946-47, 1948-49, 1950-51, 1951-52, 1952-53          |
| El Sekka El Hadid SC | 2      | 1923-24, 1925-26 |
| Tersana SC           | 1      | 1932-33 |